# Xét nghiệm dị ứng da
Xét nghiệm dị ứng da là một phương pháp để chẩn đoán y khoa các dị ứng bằng cách cố gắng kích động một phản ứng dị ứng nhỏ, có kiểm soát.

## Phương pháp
Một lượng rất nhỏ chất gây dị ứng được đưa vào da của bệnh nhân bằng các phương tiện khác nhau:

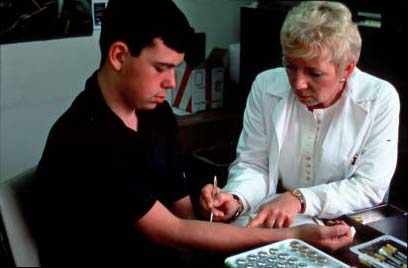
Một người được xét nghiệm dị ứng da

- Skin prick test: (Xét nghiệm chích da) chích da bằng kim hoặc đinh ghim có chứa một lượng nhỏ chất gây dị ứng.[2]
- Skin scratch test: (Xét nghiệm nội mạc) một vết xước da sâu được thực hiện với sự trợ giúp của nút cùn của lưỡi trích.[3]
- Intradermic test: (Xét nghiệm xước da) một lượng nhỏ chất gây dị ứng được tiêm dưới lớp hạ bì bằng một ống tiêm dưới da.
- Skin scrape Test: (Xét nghiệm cạo da) một miếng cạo bề mặt được thực hiện để loại bỏ lớp bề mặt của lớp biểu bì.[4]
- Patch test: áp dụng một miếng băng dính lên da, có chứa chất gây dị ứng

Nếu phản ứng miễn dịch xảy ra dưới dạng phát ban, nổi mề đay, hoặc tệ hơn phản vệ có thể kết luận rằng bệnh nhân có phản ứng với dị ứng. Có thể thử nghiệm thêm để xác định chất gây dị ứng cụ thể.
"skin scratch test" như nó được gọi là, không phải là rất thường được sử dụng do tăng khả năng lây nhiễm. Mặt khác, "kiểm tra "skin scratch test" không đau, không để lại sắc tố dư và không có nguy cơ nhiễm trùng, vì nó được giới hạn ở lớp bề mặt của da.
Một số dị ứng được nhận diện trong vài phút nhưng một số khác lại mất vài ngày. Trong tất cả các trường hợp xét nghiệm dương tính, da sẽ trở nên nổi lên, đỏ và xuất hiện ngứa. Các kết quả được ghi nhận - những lời khen ngợi lớn hơn cho thấy đối tượng nhạy cảm hơn với chất gây dị ứng đó. Một bài kiểm tra âm tính không kết luận dứt khoát một chứng dị ứng; thỉnh thoảng, nồng độ cần được điều chỉnh, hoặc cơ thể không gợi ra phản ứng.

### Thử nghiệm phản ứng ngay

Thử nghiệm da trên cánh tay

Trong các bài thử nghiệm chích, trầy xước và cạo, một vài giọt tinh chất kháng chất được tẩy nhẹ lên bề mặt da, thường là phần trước của tay. Thử nghiệm này thường được thực hiện để xác định dị ứng đối với thí dụ lông gia súc, bụi, phấn hoa, thực phẩm hoặc bụi bọ. Tiêm nội vị được thực hiện bằng cách tiêm một lượng nhỏ chất gây dị ứng ngay dưới bề mặt da. Thử nghiệm được thực hiện để đánh giá dị ứng với các thuốc như penicillin hoặc nọc độc ong.
Để đảm bảo da phản ứng hiệu, tất cả các xét nghiệm dị ứng da cũng được thực hiện với các chất dị ứng đã được chứng minh như histamine hoặc glycerin. Đa số mọi người phản ứng với histamine và không phản ứng với glycerin. Nếu da không phản ứng thích hợp với các chất gây dị ứng này thì rất có thể sẽ không phản ứng với các chất gây dị ứng khác. Những kết quả này được hiểu như là âm tính tiêu cực

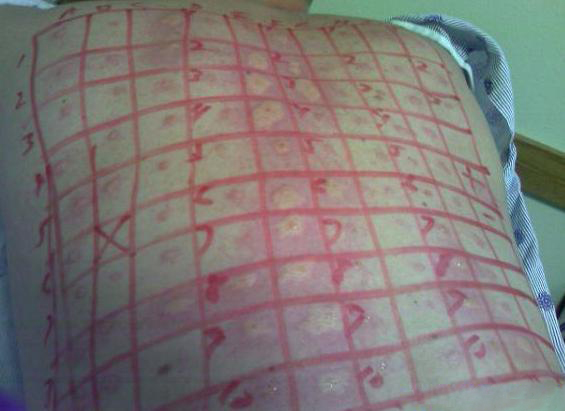
Thử nghiệm da trên lưng